# 3 محرم
- السبت
- الأحد
- الاثنين
- الثلاثاء
- الأربعاء
- الخميس
- الجمعة

- 306 يوليو 2024
- 17 يوليو 2024
- 28 يوليو 2024
- 39 يوليو 2024
- 410 يوليو 2024
- 511 يوليو 2024
- 612 يوليو 2024
- 713 يوليو 2024
- 814 يوليو 2024
- 915 يوليو 2024
- 1016 يوليو 2024
- 1117 يوليو 2024
- 1218 يوليو 2024
- 1319 يوليو 2024
- 1420 يوليو 2024
- 1521 يوليو 2024
- 1622 يوليو 2024
- 1723 يوليو 2024
- 1824 يوليو 2024
- 1925 يوليو 2024
- 2026 يوليو 2024
- 2127 يوليو 2024
- 2228 يوليو 2024
- 2329 يوليو 2024
- 2430 يوليو 2024
- 2531 يوليو 2024
- 261 أغسطس 2024
- 272 أغسطس 2024
- 283 أغسطس 2024
- 294 أغسطس 2024
- 15 أغسطس 2024
- 26 أغسطس 2024
- 37 أغسطس 2024
- 48 أغسطس 2024
- 59 أغسطس 2024

3 مُحرَّم أو 3 مُحرَّم الحرام أو يوم 3 \ 1 (اليوم الثالث من الشهر الأوَّل) هو ثالث أيَّام السنة وفق التقويم الهجري القمري (العربي). يبقى بعده 351 أو 352 يومًا لانتهاء السنة.

## أحداث
- 24 هـ - المُسلمون يُبايعون عثمان بن عفان بالخلافة.
- 648 هـ - المسلمون يهزمون الصليبيين في فارسكور بمصر خلال الحملة الصليبية السابعة، ويأسرون ملك فرنسا لويس التاسع بالمنصورة لمدة عشر سنين، يصبح قديساً بعدها.
- 1321 هـ - صدور مجلة «السيدات والبنات» النسائية بمدينة الإسكندرية، أصدرتها اللبنانية «روزا أنطوان» لكنها توقفت في نهاية عامها الثاني، ثم عادت إلى الصدور عام 1920 تحت اسم جديد هو «السيدات والرجال».
- 1360 هـ - عقد هدنة تحت إشراف اليابان لإنهاء القتال الذي نشب بين تايلاند والهند الصينية الفرنسية، وقد حصل اليابانيون في مقابل ذلك على الأرز والمطاط والفحم والمعادن من الهند الصينية.
- 1362 هـ - الحبيب بورقيبة يلتقي بالزعيم الفاشي الإيطالي موسوليني في قصر أليسبيگي، بعد إفراج القوات الألمانية عنه إثر اعتقاله في فرنسا.
- 1372 هـ - انتخاب كميل شمعون رئيسًا للجمهورية اللبنانية وذلك بعد أيام من استقالة الرئيس بشارة الخوري تحت ضغط الشارع.
- 1376 هـ - استقلال سنغافورة عن ماليزيا.
- 1383 هـ - قيام منظمة الوحدة الأفريقية، والتي ألغيت بعد 39 عاما من إنشائها بعد تأسيس الاتحاد الأفريقي، وكان هدف هذه المنظمة وضع نهاية للاستعمار، والقضاء على نظام التمييز العنصري.
- 1384 هـ – الاحتفال بتحويل مجرى نهر النيل عند السد العالي، بحضور الرئيس السوفياتي نيكيتا خروشوف. وكانت قناة التحويل مسقطاً مائياً يسمح بتشغيل أكبر محطة كهربائية في الشرق الأوسط.
- 1390 هـ - الحكومة العراقية توقع اتفاقا مع المقاتلين الأكراد في شمال العراق عرف باتفاق 11 آذار، ينص على حق الأكراد في الحكم الذاتي، وقد وقع الاتفاق عن الحكومة صدام حسين، وعن الأكراد الملا مصطفى بارزاني.
- 1418 هـ - زلزال يضرب الشمال الشرقي من إيران ويحصد 2400 شخص.
- 1422 هـ - الولايات المتحدة تستخدم الفيتو ضد قرار لمجلس الأمن يدعو لإرسال مراقبين دوليين لحماية الفلسطينيين، وكان سببها للرفض أن القرار غير متوازن وغير قابل للتطبيق.
- 1428 هـ - ليبيا تعلن عن نيتها تسريح 400 ألف موظف حكومي وهو يمثل ثلث القوة العاملة وذلك في خطوة تهدف إلى تقليل الإنفاق.
- 1431 هـ - رئيس الوزراء اللبناني سعد الدين الحريري يقوم بزيارة رسمية إلى سوريا هي الأولى له منذ اغتيال والده رئيس الوزراء السابق رفيق الحريري وما تلاها من اتهامات وجهت إلى سوريا حول وجود صله لها بحادث الاغتيال ويجري محادثات مع الرئيس السوري بشار الأسد.
- 1433 هـ - إجراء الجولة الأولى من انتخابات مجلس الشعب المصري، وهي أول انتخابات تشريعية تشهدها مصر بعد ثورة 25 يناير.
- 1436 هـ - إجراء الانتخابات التشريعية التونسية الأولى بعد الدستور الجديد والثانية بعد الثورة لانتخاب مجلس نواب الشعب.
- 1443 هـ - الجزائر تعلن الحداد لثلاثة أيام، بعد وفاة ما لا يقل عن 65 شخصًا جراء الموجة الثانية من حرائق الغابات التي اجتاحت شمال البلاد.
- 1444 هـ - مقتل زعيم تنظيم القاعدة أيمن الظواهري عن 71 عامًا، في غارة أمريكية بطائرة مسيرة في كابل عاصمة أفغانستان.
- 1445 هـ - محتجون عراقيون يقتحمون السفارة السويدية في بغداد بعد إحراق القرآن في السويد على يد لاجئٍ عراقي مسيحي.

## مواليد
- 1308 هـ - إبراهيم عبد القادر المازني،شاعر وناقد وصحفي وروائي مصري.
- 1314 هـ - راضي آل ياسين، فقيه مسلم عراقي.
- 1315 هـ - أسد رستم، مؤرخ لبناني.
- 1331 هـ
  - صالح جودت، شاعر مصري.
  - فؤاد جرداق، شاعر وصحفي لبناني.
- 1333 هـ - عبد الله العلايلي، لغوي وأديب موسوعي وفقيه مجدد لبناني.
- 1340 هـ - الملكة فريدة الزوجة الأولى للملك فاروق الأول.
- 1368 هـ - أحمد توماني توري، رئيس مالي.
- 1388 هـ - جوليا بطرس، مغنية لبنانية.
- 1389 هـ - علي دائي، لاعب ومدرب كرة قدم إيراني.
- 1391 هـ -
  - بدرية طلبة، ممثلة مصرية.
  - وائل أبو غزالة، ممثل سوري.
- 1395 هـ - ناصر محمد، ممثل قطري.
- 1399 هـ - ديما بياعة، ممثلة سورية.

## وفيات
- 239 هـ - عثمان بن محمد بن أبي شيبة، راوي حديث ومفسّر.
- 1289 هـ - موسى المحسني، فقيه جعفري وكاتب ديني وشاعر إيراني.
- 1305 هـ - أحمد فارس الشدياق، صحفي وكاتب لبناني.
- 1386 هـ - نعيمة عاكف، ممثلة مصرية.
- 1390 هـ - محمد يوسف الشريقي، حقوقي وسياسي وشاعر سوري أردني.
- 1397 هـ - محمد التابعي، كاتب مصري.
- 1418 هـ - زياد مولوي، ممثل سوري.
- 1419 هـ - نزار قباني، أديب وشاعر ودبلوماسي سوري.
- 1431 هـ -
  - حمد الطيار، مطرب سعودي.
  - حسين علي المنتظري، مرجع شيعي إيراني.
- 1444 هـ - أيمن الظواهري، ثاني أمراء تنظيم القاعدة.

## وصلات خارجية
- موقع قصة الإسلام: حدث في شهر محرم.